# Sturmtruppen (film)
Sturmtruppen è un film del 1976 diretto da Salvatore Samperi, tratto dalla serie a fumetti omonima di Bonvi.

## Trama
Comandati da un generale cocainomane che vive in compagnia di un pupazzo a grandezza naturale raffigurante Karl Marx, un capitano omosessuale e un sergente stupido e violento, un improbabile reparto della Wehrmacht si prepara ad affrontare un'assurda e inutile guerra.
Indisciplinata, drogata e sessualmente frustrata, la truppa arriva al fronte uccidendo per errore il cappellano che verrà sostituito nella notte di Natale dal generale in persona.
Nel bel mezzo della guerra giunge dal paradiso un biancovestito Milite Ignoto, inviato per diffondere il messaggio di porre fine al conflitto. Il papa lo uccide dandogli un'ostia avvelenata e in seguito afferma che la guerra deve continuare, fra lo scoramento della truppa e le grida di giubilo degli ufficiali.

## Produzione
Il film fu prodotto da Achille Manzotti, già produttore discografico di Cochi e Renato fin dal loro passaggio all'etichetta discografica Derby, avvenuto nel 1973.
La sceneggiatura è stata scritta da Renato Pozzetto e Cochi Ponzoni, che appaiono nel film nel ruolo di attori assieme ad altri comici parte del Gruppo Motore, come Felice Andreasi e Lino Toffolo, o comunque gravitanti nell'orbita del cabaret milanese Derby Club e delle iniziative di Enzo Jannacci, quali il Gruppo Repellente, come Massimo Boldi, Teo Teocoli ed Enrico Abate. Coprotagonista della pellicola è l'attrice francese Corinne Cléry, di recente notorietà, poiché l'anno prima era divenuta celebre grazie alla pellicola erotica Histoire d'O.
Nel film appare in un breve cameo lo stesso Bonvi, nella parte di un condannato alla fucilazione che deve tentare di scansarsi per evitare le pallottole.
In origine l'incarico di dirigere il film fu dato a Ennio De Concini, che ne scrisse anche la sceneggiatura assieme a Maria Pia Fusco e Vittoriano Vighi, e un ruolo tra i protagonisti affidato a Paolo Villaggio, più la presenza di Edwige Fenech; a pochi giorni dall'inizio delle riprese De Concini abbandonò il progetto, dopo averne scritto la sceneggiatura.
(Ennio De Concini)
Con la regia affidata a Salvatore Samperi la sceneggiatura fu rimaneggiata; le riprese iniziarono nell'agosto 1976 al Palazzo Farnese di Caprarola.

## Colonna sonora
La colonna sonora è stata scritta da Enzo Jannacci e cantata da questi assieme a Cochi e Renato. Della colonna sonora solamente due brani sono stati pubblicati: Sturmtruppen, che possiamo sentire nei titoli di testa e varie volte nel corso del film, e Generale Pizza, anch'essa ripetuta più volte nel film. I due brani sono entrambi contenuti nell'album Ritornare alle 17, mentre solamente la prima è stata pubblicata anche nel singolo Sturmtruppen/L'inquilino. Ambedue i dischi sono stati pubblicati dall'etichetta discografica Derby nel 1976.

## Distribuzione
Il film fu distribuito nei cinema italiani nel dicembre 1976.

## Accoglienza

### Incassi
Il film ha incassato ben 6 miliardi di lire.

### Critica
Il film è stato stroncato dalla critica e nel corso degli anni non è stato rivalutato. Paolo Mereghetti così lo liquida nel suo Il Mereghetti. Dizionario dei film: «Poche sono le battute che vanno a segno, e il film più che goliardico, risulta puerile.» Anche FilmTv.it ne rimarca la debolezza delle battute comiche: «Il film, tratto dalle caustiche strisce di Bonvi, nelle mani di Samperi si riduce ad una sequela di gag che raramente centrano il bersaglio.»

## Sequel e parodie
- Del film venne girato un sequel nel 1982, Sturmtruppen 2 - Tutti al fronte. Nel 1977 venne realizzato Kakkientruppen con un'altra regia e produzione. Più una parodia della filmografia di guerra che non una trasposizione del fumetto.
- Una pubblicità dell'epoca, dell'insetticida "Super Faust", interpretata dai fratelli Santonastaso, vede dei soldati tedeschi in uniforme grigia fare il verso al film di Samperi.